# Daniel McKinnon
Daniel McKinnon (Williams, Minnesota, 1922. április 21. – Warroad, Minnesota, 2017. augusztus 6.) olimpiai ezüstérmes amerikai jégkorongozó.

## Pályafutása
Az 1940-es évek végén az Észak-Dakotai Egyetem csapatában játszott. Az 1956-os Cortina d’Ampezzo-i olimpián ezüstérmes lett az amerikai válogatottal. Sportpályafutásának 1958-ban egy vadászbaleset vetett véget, melynek következtében kézfeje maradandóan megsérült.

## Sikerei, díjai
- Olimpiai játékok
  - ezüstérmes: 1956, Cortina d’Ampezzo